# Hypsiboas andinus
Hypsiboas andinus är en groddjursart som först beskrevs av Müller 1924.  Hypsiboas andinus ingår i släktet Hypsiboas och familjen lövgrodor. IUCN kategoriserar arten globalt som livskraftig. Inga underarter finns listade i Catalogue of Life.